# Campina da Lagoa
Campina da Lagoa es una ciudad brasileña, localizada en la Región de Goioerê, en el centro-oeste Paranaense. Integra la Microrregión de Goioerê con un área de 817,905 kilómetros cuadrados, perteneciente a las cuencas fluviales de los ríos Piquirí, Caratuva, Herveira, Azul y Río del Medio.
Según el censo de 1996, Campina da Lagoa tenía una población de 18.290 habitantes.